# Corporation d'étudiants
Pour les articles homonymes, voir Corporation.
Une corporation d'étudiants ou corporation étudiante (en allemand : Corps, du mot français corps) est un type de société d'étudiants. Il s'agit de la plus ancienne forme de Studentenverbindung dans le monde germanique, apparue à la fin du XVIIIe siècle. D'abord considérées comme conservatrices, le crédo des corporations relève aujourd'hui du supranationalisme. Les membres d'une corporation étudiante sont appelés « Corpsstudent » par les personnes extérieures à la corporation, tandis qu'entre membres, il est de coutume de s'appeler « Corpsbruder » pour « frère de corps ».

## Organisation

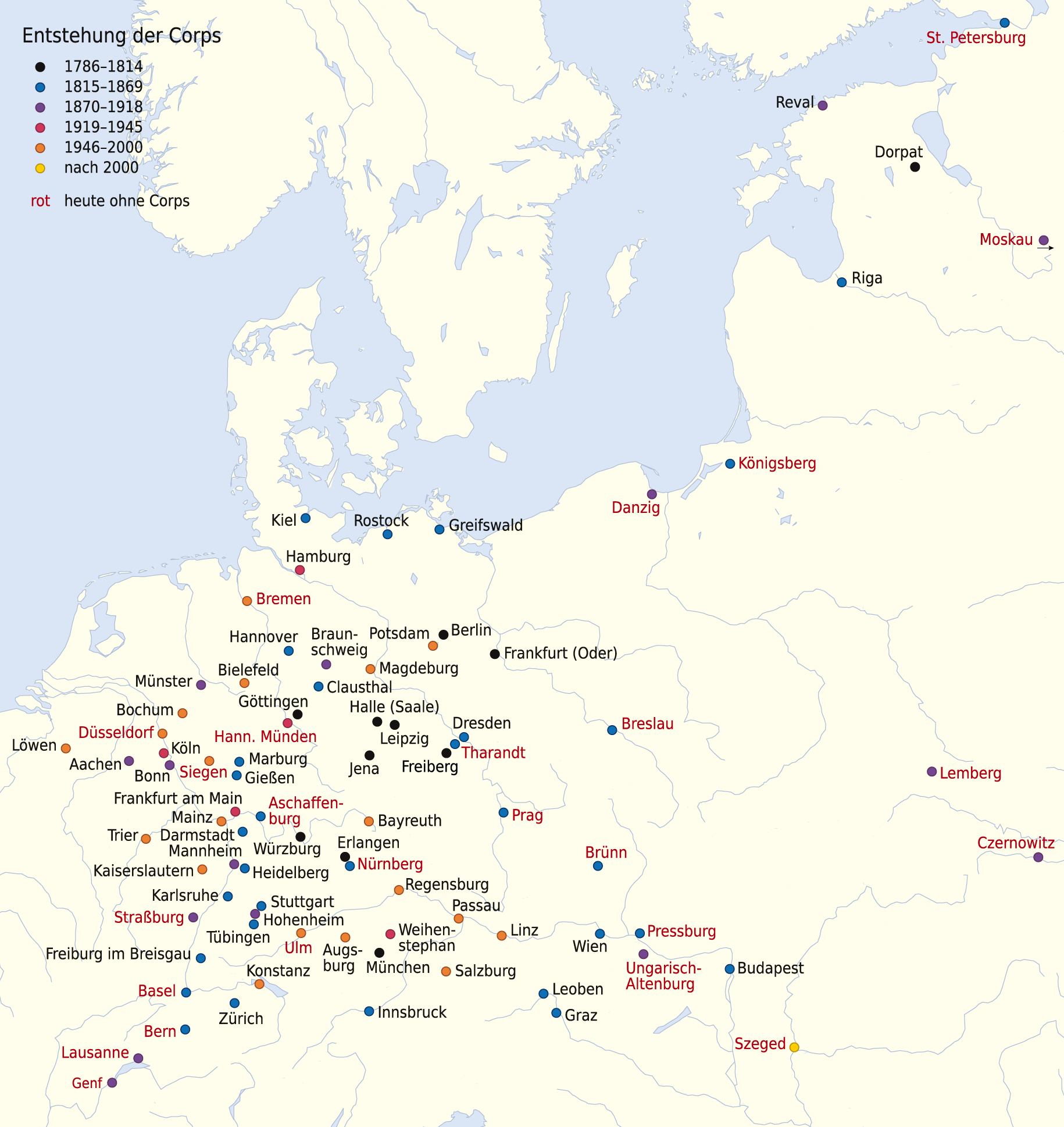
Carte montrant la répartition en Europe des différentes corporation d'étudiants ; la carte mentionne le siège et la date de fondation de chaque corporation.

Les corporations d'étudiants rassemblent des étudiants ainsi que des enseignants. Certaines corporations se réunissent en fédération de corporations, dont la plus importante est le Kösener Senioren-Convents-Verband, qui regroupe 102 corps en 2010.

### Liste de corporations d'étudiants
- Corps Borussia Bonn, fondé en 1821.
- Corps Hannovera Göttingen, fondé en 1809 (membre du Kösener Senioren-Convents-Verband).

## Dans la culture
- Arthur Schnitzler, dans sa Traumnovelle, mentionne l'existence de ces corporations à Vienne en Autriche-Hongrie. Il évoque nommément l'Allemania, réputée selon Brigitte Vergne-Cain et Gérard Rudent pour son idéologie militariste et pangermaniste[1].